# Kirsti Paakkanen
Kirsti Kaarina Paakkanen, född Poikonen 12 februari 1929 i Saarijärvi, död 3 november 2021 i Esbo, var en finländsk företagsledare.

## Biografi
Kirsti Paakkanen växte upp under fattiga förhållanden i Saarijärvi i Mellersta Finland. Paakkanen flyttade till Helsingfors för att studera som 16-åring men hon blev aldrig student eftersom hon började jobba och växlade mellan flera olika jobb innan hon landade hos reklambyrån Mainos Kunnas.
Paakkanen grundade 1969 reklamfirman Womena, senare Womena-McCann, som hon ledde i drygt två decennier. Hon köpte 1991 det krisdrabbade Marimekko av Amer-bolagen och kom att leda detta företag till avsevärd framgång, så att det blev ledande inom finsk kläddesign och listades på Helsingforsbörsen 1999. Paakkanen avgick 2007, då hon efterträddes av Mika Ihamuotila och sålde återstoden av sina Marimekkoaktier 2009. Hon blev känd för sin effektiva ledarstil som innefattade både ödmjukhet och en stark vilja.
Universitetet i Harvard tillsammans med Helsingfors handelshögskola har undersökt Paakkanens verksamhetsfilosofi. Paakkanens ledarstil innefattade både ödmjukhet och en stark vilja.

## Utmärkelser
Paakkanen mottog flera utmärkelser under sitt liv.
- Hedersdoktor vid Konstindustriella högskolan 2001
- Hedersdoktor vid Helsingfors handelshögskola
- Riddartecknet av Finlands Vita Ros’ orden
- Estlanderpriset